# Renfe série 1000
Les voitures de la série 1000 de la Renfe, sont des voitures de chemin de fer similaires aux voitures de la CIWL, mais certaines sont sensiblement plus courtes. Elles ont été construites à partir de 1928.

## Historique
Il s'agit pour la Renfe de matériel intégré en 1941 en provenance des anciennes compagnies :
- Compañía de los Ferrocarriles Andaluces.
- Compañía del ferrocarril Central de Aragón.
- Compañía nacional de los ferrocarriles del Oeste.
- Compañía de los caminos de hierro del Norte de España (Norte).

Les voitures d'Andaluces  forment une série de six voitures Pullman commandées pour l'Exposition ibéro-américaine de Séville en 1929. Elles présentent 8 baies principales par côté, les secondaires étant rondes et celles des portes en forme de calisson. 
Les voitures du Central de Aragón, étaient au nombre de 26. Elles ont été construites entre 1931 et 1934, et se distinguent par leurs parois en bois, une chaudière individuelle, leurs bogies Pennsylvania et leurs roues à rayons. 
La compagnie de l'Ouest a apporté 28 voitures construites en 1931 par Naval, comme les 20 voitures de la compagnie du Nord. Ces dernières sont plus luxueuses avec leurs bois nobles comme le chêne, leurs toilettes carrelées en céramique et leurs luminaires en laiton. 

### Sous-série 1100
Les six voitures Pullman (n° 1 à 6) d'Andaluces ont été commandées en 1928 par l'État à Metropolitan Carriage pour assurer le train de luxe « Andalucía Pullman Express » lors de l'Exposition ibéro-américaine de Séville en 1929. Ce train a assuré les liaisons Séville - Grenade ou Malaga du 27 juin 1929 à fin juin 1930. Les voitures de n° pair ont une cuisine et offrent 20 places en 2 salons + 4 dans un compartiment. Les voitures de n° impair offrent 24 places en 2 salons + 8 en 2 compartiments.
Une fois reprises par la Renfe, elles deviennent les voitures à 8 compartiments de 1re classe AAX 1001 à 1005, les voitures 4 et 6 devenant les voitures-lits pour dignitaires ZZ 1001 et 1002 (50 71 98-08 101-5 et 92 71 69-10 752-5).
En 1945 les voitures AAX 1104 et 1106 sont reconstruites en voitures-lits respectivement ZZ 1101  et ZZ 1102  par les Talleres de Valladolid. Elles ont 5 compartiments et un restaurant avec cuisine et offrent respectivement 10 places assises et 10 lits pour la ZZ 1101 de 55.8 t, 8 lits pour la ZZ 1102 de 57.0 t.
En 1950, la voiture AAX 1105 devient la voiture officielle SS-1 au service du ministère des œuvres publiques.
En 1968, les voitures AAX 1101 à 1103 deviennent les voitures de 2e classe BB1 1101 à 1103. Elles prennent la numérotation UIC à partir de 1971 et perdent leur filet jaune mais gardent leur couleur vert olive.

### Sous-série 1000
Les 26 voitures et 8 fourgons du Central de Aragón se répartissent ainsi :
- BBC 281 à 286 > Renfe AAB 1031 à 1036, 32+50 places (4+5 compartiments) > BB 1031-36 > BB4 1031-36 ; 20.85 m, 44.5 t, construites en 1931 par Euskalduna,
- AAC 241 à 243 > Renfe AAB 1037 à 1039, 27+44 places (4+4 compartiments) > BB 1037-39 > BB4 1037-39 ; construites en 1934 par Carde y Escoriaza
- AA 221 à 223 et AAB 261-262 > Renfe AA 1030 à 1034, de 46 places[2] (7 compartiments) > AAXB 1030 et BB1 1031 à 1034 ; 20 m, 42.3 t, construites en 1934 par Carde y Escoriaza,
- CC 301 à 309  > Renfe CC 1031 à 1039, de 90 places (9 compartiments) > BB4 1040 à 1048 ; 20 m, 39.45 t, construites en 1934 par Carde y Escoriaza,
- AVC 201 à 203 > AAWL 1031-33 à 4 compartiments de 2 lits + 27 places de 1re classe en 4 compartiments, 21.13 m, 46 t, construites en 1934 par Carde y Escoriaza, transformées en véhicules techniques LLC 1003, LLI 1002 et (S 1002[3] ou Ssv 1004[4] ? à vérifier).
- FF 201 à 208 > DDE 1031 à 1038, fourgons avec compartiment courrier, L=16,532 m, l=2,94 m, h=3,97 m, M= 39,6 t, charge utile = 24,4 t.

### Sous-série 1200
Les 28 voitures Oeste se décomposent dans les sous séries-suivantes :
- AAW-601 à 606 > AAWL 1201 à 120, voitures mixtes à 4 compartiments de 2 lits (8 places) et 4 (3½) compartiments de 1re classe offrant 21 places assises, pour 49.5 t.
- AW-621 à 626 > AAX 1221 à 1226, voitures de 1re classe à 7 compartiments offrant 42 places, 48 t,
- ABW-641 à 646 > AAXB 1241 à 1266, voitures mixtes à 4 compartiments 2e classe offrant 32 places et 4 (3½) compartiments de 1re classe offrant 21 places, 48 t,
- CW-661 à 670 > CCX 1261 à 1270, voitures de 3e classe à 10 compartiments offrant 100 places, 45 t.

Elles ont été fabriquées en 1931 par SECN.

### Sous-série 1600
Les 20 voitures Norte AAfhv 1001 à 1020 ont été fabriquées en 1931 par SECN dans ses ateliers de Sestao en Biscaye. Ces voitures de 6 compartiments de 6 places étaient particulièrement luxueuses pour l'époque, avec un intérieur en bois de chêne et sur certaines de la marqueterie de noyer et de merisier. Les sièges sont capitonnés, les porte-bagages et luminaires sont en laiton chromé. 
En 1938 4 unités ont été transformées en voitures mixtes de 1e/2e classe, devenant les AAXB 1612, 13, 15 et 17 de la Renfe. Les autres prennent une référence AAX 1601 à 1620. 
En ? elles sont toutes déclassées en BB 16001 à 1619 (la 1604 a disparu et son n° est réaffecté à la 1620). 
Dans les années 1960, elles sont progressivement aménagées en salon de 64 places sous la référence BB1 1601 à 19 (50 71 28-20 003 à 019). Cette opération a permis de ramener leur tare de 50.4 t à 45 t. Plus tard la BB1-1601 deviendra la voiture-cinéma ZZP-1 (50 71 85-24 101-5). Les 1607 et 1617 les voitures-ambulance HH-5 et HH-6. La 1602 est versée au Museo Nacional Ferroviario.